# 戦略文化
戦略文化 (Strategic Culture) とは持続的に戦略的な行動に影響を与える文化的な次元における信念、態度、行動傾向の集合である。

## 概要
戦略研究における戦略文化の定義として、ジョンソンは選択肢を制限する特定の環境と定義しており、それは特に戦略的な選択に影響を与えるものと考える。しかし、戦略文化には幅広い意味合いがあり、スナイダーの定義では文化的な次元における信念や態度の集合として定義されており、ローゼンは軍事行動の選択の枠組みと捉えている。このような戦略文化の概念はスナイダーが政治文化の議論を安全保障研究に導入したことによってもたらされ、特にソビエトの核戦略を解釈するための理論的枠組みとして発展してきた。戦略文化の研究においてその源泉として想定される諸要因は地理的、気候的な条件、技術水準などから歴史的な経験、政治システム、エリートの信念、さらに社会的に受け入れられているイデオロギーや言説までを含んでいる。このような諸要因を分析する方法として社会構成主義の方法が使用されており、ジョンストンは戦略文化の理論が社会構成主義の影響を受けていることを認めている。社会構成主義では研究対象である社会において意味や規範を分析することにより、その社会の行動や体制を説明する。このような方法によって戦略文化では関連する諸要因から持続的に戦略的行動に作用する文化的背景の説明を試みる。